# Justo Bonomie
Justo Miguel Bonomie Medina (Mérida, Venezuela, 8 de abril de 1958) es un odontólogo y profesor universitario venezolano, actual Decano de la Facultad de Odontología de la Universidad de los Andes.

## Carrera
Justo Bonomie nació en la ciudad de Mérida, cursó sus estudios de bachillerato en el Colegio La Salle de la misma ciudad y luego en 1972 ingresó en la Universidad de los Andes, donde en 1977 se gradúa como odontólogo.
En 1979 egresa de la Asociación Odontológica Argentina como Especialista en Odontopediatría y más tarde recibe su maestría en Radiólogía Oral y Maxilofacial en la Universidad de Iowa.
Ingresa como profesor universitario en su alma mater, donde ocupó varios cargos administrativos como el director encargado de la Facultad de Odontología (en varias ocasiones), además de ser el miembro principal del Consejo de su misma Facultad y Jefe de la Cátedra de Radiología Oral y Maxilofacial. Para más tarde ganar las votaciones y lograr ser el Decano de dicha facultad (donde ejerce actualmente). Años más tarde, recibe su maestría en Informática y Diseño instruccional de ULA.
Bonomie además ha aportado varias publicaciones en su campo de estudio más específico en el área de la Radiología Oral y Maxilofacial, creó un software especializado y dictó varias charlas sobre reconstrucción en mandíbulas y diagnóstico radiográfico de las patologías de los Maxilares.

## Decanato en ULA
El Dr. Justo ha sido decano de la Facultad de Odontología, por dos periodos consecutivos, siendo ganador de las votaciones internas de autoridades universitarias de la Universidad de los Andes. Además ha logrado que su Facultad lograra el primer lugar en el Congreso de Cirugía Buco-Máxilofacial, realizado en 2011.
Ha denunciado el poco presupuesto que se le está dando a las universidades autónomas de Venezuela por parte del gobierno nacional, haciendo estragos en varias facultades, en específico la suya. Además de promulgarse en contra de los ataques que han realizado grupos violentos a favor del presidente Hugo Chávez en contra del rectorado de la Universidad de los Andes, donde varias bombas molotov explotaron en plenas instalaciones de dicha sede.